# Ruine Schwarzenöd
Die Ruine Schwarzenöd, auch Schwarzenegg oder Schwarzegg genannt, ist die Ruine einer Spornburg in Pölla
Katastralgemeinde Schmerbach im niederösterreichischen Waldviertel. Sie liegt auf einem Felssporn links des Kampes an der Mündung des Schmerbaches.

## Geschichte
Urkundlich ist über die Burg nichts bekannt. Es wird vermutet, dass die Burg im 13. Jahrhundert zerstört und offen gelassen wurde. Möglicherweise war die Anlage Sitz eines lokalen Adelsgeschlechtes oder ein Vorwerk der Burg Krumau am Kamp in Krumau am Kamp.

## Beschreibung
Die durch die Topographie sehr langgestreckte Burg war ursprünglich durch zwei Gräben und mehrere Vorwerke gesichert. Die darauf folgende Ringmauer zeigt Bruchsteinmauerwerk aus großteils blockigen, unbearbeiteten Steinen mit materialbedingten Auszwickelungen und geringen Ansätzen von Opus spicatum. Von den Gebäuden innerhalb der Ringmauer sind einige Mauern mit zum Teil rundbogigen Fenstern und Türen erhalten.